# Gašpar del Bufalo
Sveti Gašpar del Bufalo (Rim, 6. siječnja 1786. – Rim, 28. prosinca 1837.), punim imenom Gašpar Melkior Baltazar del Bufalo, talijanski katolički svećenik i redovnik, osnivač Družbe Misionara Krvi Kristove. Spomendan mu je 21. listopada.

## Životopis
Rođen je u Rimu, 6. siječnja 1786., u obitelji roditelja Antonija i Annunziate. Budući da je bio boležljiv, kršten je već idućeg dana. Još kao malo dijete razbolio se od velikih boginja, a njegova majka utekla se za pomoć sv. Franji Ksaverskom. Ozdravljenje je uslijedilo ubrzo, a Gašparu će taj svetac kasnije postati uzor i zaštitnik njegove družbe. 
Vrlo rano primio je potvrdu i pričest te je u ozračju kršćanskoga obiteljskog doma brzo napredovao u pobožnosti i duhovnim krepostima, što je u njemu potaklo želju za svećeničkim pozivom. Teološke studije završio je u rodnom Rimu, a zaređen je 31. srpnja 1808., u Lateranskoj bazilici.
Još kao student bogoslovije i mlad svećenik pokazivao je pobožnost, revnost i gorljivost u propovijedanju i želji za spasavanjem duša. Organizirao je različite karitativne i duhovne akcije. Osjetivši veliku naklonost prema štovanju Predragocjene Krvi, zajedno sa svećenikom Francescom Albertinijem surađuje u osnivanju Nadbratovštine Predragocjene Krvi u crkvi San Nicola in Carcere. Njegova započeta i planirana apostolska djela prekinuta su Napoleonovim osvajanjem Papinske Države, 1809. godine. Zbog toga papa i njemu vjerni svećenici, koji nisu htjeli položiti prisegu vjernosti Napoleonu, odlaze u izgnanstvo. Od 1810. do 1814. Gašpar, zbog vjernosti papi, mora boraviti izvan Rima, a njegovo izgnanstvo vodi ga u više gradova i tamnica u Italiji. U vrijeme zatočeništva doživljava tešku bolest, smrt majke i prijatelja, ali sve ga to jača i produbljuje u njemu istinsku duhovnost prema Krvi Kristovoj. Zajedno s Francescom Albertinijem radi naosnutku katoličkoga vjerničkog instituta, koji kasnije prerasta u Družbu misionara Krvi Kristove, koji bi imao zadaću putem pučkih misija širiti štovanje Kristove Krvi i evangelizirati. Nakon povratka iz zatočeništva odlazi u Rim i radi na ostvarenju toga velika djela. Okuplja mlade misionare koji mu se žele pridružiti i već 1815. otvara prvu kuću, u Gianu (Umbria). Broj novih kuća i zajednica Družbe ubrzo se širi diljem središnje Italije. Gašparu se već na početku pridružuje mlad misionar Giovanni Merlini, s kojim kreće u apostolat misija. Posjećuju brojna mjesta, održavaju misije, a Gašpar se ističe svojim propovijedima. Velike su uspjehe njegove misije imale u graničnim područjima Papinske Države i Napuljskoga Kraljevstva, gdje se za vrijeme i nakon Napoleonova osvajanja raširilo razbojništvo. Gašpar je propješačio čitavim krajem propovijedajući i održavajući misije u mjestima, ali i odlazeći u šume i planine – gdje su se zadržavali razbojnici. Njegove misije bile su uspješnije u rehabilitaciji razbojnika od mjera svjetovnih vlasti.
U jednome od razbojničkih središta, Vallecorsi, Gašpar je 1822. održao misije u kojima je sudjelovala i djevojka Marija De Mattias, koja se tom prigodom oduševila djelovanjem Družbe. Njezino duhovno vodstvo povjerio je Merliniji, da zajedno otkrivaju je li Marija osoba koja će pokrenuti osnivanje ženske družbe Krvi Kristove. Gašpar je već ranije razmišljao o širenju duhovnosti Krvi Kristove na žensku redovničku družbu, koja bi imala za cilj posvetiti se odgoju kršćanskih žena i majki. Uvjerivši se da je upravo Marija za taj zadatak, pozvao ju je da ode iz Vallecorse i započne s crkvenim institutom Klanjateljica Krvi Kristove.
Unatoč tjelesnoj oslabljenosti, i pred kraj života sudjeluje u misijama. Dana 28. prosinca 1837., u nazočnosti sv. Vinka Pallottija i Giovannija Merlinija, koji ga je pratio cijeloga života, Gašpar je u preminuo. Svetim ga je proglasio papa Pio XII., 1954.

## Vanjske poveznice
|  | Wikicitati imaju zbirke citata o temi Gašpar del Bufalo |